# 143P/Kowal-Mrkos
143P/Kowal-Mrkos è una cometa periodica appartenente alla famiglia delle comete gioviane.

## Storia della scoperta
La scoperta di questa cometa è stata particolarmente travagliata. Scoperta inizialmente il 23 aprile 1984 da Charles Thomas Kowal, è stata scoperta nuovamente il 2 maggio 1984 da Antonín Mrkos, ricevendo la designazione provvisoria 1984 JD, in quanto ritenuta un asteroide.
Il 15 marzo 1989 passa a 0,164 UA dal pianeta Giove, il 2 agosto 1991 torna al perielio senza essere osservata.
Viene riscoperta accidentalmente il 9 marzo 2000 e ancora una volta viene ritenuta un asteroide, ricevendo la designazione 2000 ET90. Successive osservazioni consentono di riconoscerne la natura cometaria e di collegarla alla cometa osservata nel 1984. Questa vicenda non comprensibile facilmente da parte di non astronomi è dovuta al fatto che per correlare i passaggi del 1984 e del 2000 si sono dovute correggere le effemeridi di ben 125 giorni, a causa delle perturbazioni gravitazionali provocate dal passaggio ravvicinato con Giove nel marzo del 1989.